# Ussurigone melanocephala
Ussurigone melanocephala är en spindelart som beskrevs av Kirill Yeskov 1993. Ussurigone melanocephala ingår i släktet Ussurigone och familjen täckvävarspindlar. Inga underarter finns listade i Catalogue of Life.